# Redwood Valley (California)
Redwood Valley es un lugar designado por el censo ubicado en el condado de Mendocino en el estado estadounidense de California. En el año 2010 tenía una población de 1.729 habitantes.

## Geografía
Redwood Valley se encuentra ubicado en las coordenadas 39°16′3.07″N 123°12′5.3″O / 39.2675194, -123.201472.